# Idaea lutulentaria
Idaea lutulentaria là một loài bướm đêm trong họ Geometridae.